# Exotica (actriz porno)
Exotica (Chicago, Illinois; 23 de marzo de 1973) es una actriz pornográfica, estríper y modelo de fitness de ascendencia puertorriqueña.
Ganó el concurso anual de fotografía amateur del magazine Genesis en el apartado Sex Star Hunt.

## Premios
- 2007 AVN Award nominada – Mejor Actriz Secundaria, Film – Manhunters[2]
- 2007 AVN Award nominada – Mejor Escena de Sexo Lésbico, Film – Manhunters[2]